# Taraxacum leptoscelum
Taraxacum leptoscelum — вид квіткових рослин з родини айстрових (Asteraceae). Вид зростає в Європі: Чехія, Данія, Німеччина, Польща; це багаторічна рослина помірних біомів.
Рослина середнього розміру, ніжна. Листки випростані, трав'янисто-зелені, голі; ніжка листка червоно-фіолетова, безкрила; бічних часток листка 3–4 пари, вузькотрикутні, загнуті або спрямовані назад, рідко виступають убік, верхній край цільний; кінцеві частки листків зовнішніх листків короткі трикутні, злегка загострені, внутрішніх листків довші ніж широкі, стрілоподібні. Обгортка оливково-зелена. Зовнішні приквітки приблизно горизонтально розширені до злегка загнутих, 2–3 мм завширшки, без країв.